# John McBain
John McBain (* 23. April 1963 als John Paul McBain) ist ein US-amerikanischer Gitarrist und Songwriter, der vor allem als Gitarrist der Rockband Monster Magnet bekannt wurde.

## Musikkarriere
1989 wurde die Band Dog of Mystery gegründet, die später zu Airport 75 und schließlich zu Monster Magnet wurde. McBain war der Gitarrist auf den ersten drei Veröffentlichungen der Band. Aufgrund persönlicher Differenzen zwischen ihm und Frontmann Dave Wyndorf musste er jedoch die Band verlassen.
Hater war die nächste Band, die McBain zusammen mit Brian Wood und den Soundgarden-Mitgliedern Matt Cameron und Ben Shepherd gründete. Sie nahmen zwei Alben auf, von denen das zweite erst zehn Jahre später veröffentlicht wurde (2005).
1997 wirkte John McBain bei den Aufnahmen zu den von Josh Homme ins Leben gerufenen Desert Sessions mit. Im gleichen Jahr gründete er die Band Wellwater Conspiracy, bei der seine ehemaligen Bandmitglieder von Hater, Cameron und Shepherd, auch wieder mitwirkten. Seit ihrer Gründung veröffentlichte die Band vier Studioalben.
Neben seiner Mitgliedschaft bei Wellwater Conspiracy hat McBain 2006 The Inflight Feature auf den Markt gebracht, das sich aus gesammeltem musikalischem Material zusammensetzt, das in seiner Band keine Verwendung finden konnte.

## Diskografie
mit Monster Magnet:
- Monster Magnet (1990, EP)
- Spine of God (1991, LP)
- Tab (1991, EP)

mit Hater:
- Hater (1993, LP)
- The 2nd (2005, LP)

mit Wellwater Conspiracy:
- Declaration Of Conformity (1997, LP)
- Brotherhood of Electric: Operational Directives (1999, LP)
- The Scroll And Its Combinations (2001, LP)
- Wellwater Conspiracy (2003, LP)

Desert Sessions:
- Desert Sessions Vol. 1 & 2 (1998, LP)
- Desert Sessions Vol. 3 & 4 (1998, LP)

Solo Veröffentlichung:
- The In-Flight Feature (2006, LP)